# Tabeldite
Le tabeldite est une langue berbère d'Algérie, rattachée à l'ensemble des langues berbères du Sud oranais et de Figuig, parlé à Igli et Mazzer. 
Le tabeldite, qui est une berbérisation d'un emprunt à l'arabe et dont la signification est « langue du pays », est aussi appelé chelha par les habitants de la région  de Oued Saoura, ceci tient probablement de tachelhit, selon Henri Poisson de La Martinière.

## Quelques termes
| Français                          | Tabəldite alphabet latin | Tabəldite alphabet arabe |
| --------------------------------- | ------------------------ | ------------------------ |
| Port                              | Taourt                   | تاورت                    |
| Eau                               | Amaine                   | أمان                     |
| Pain                              | Aghroum                  | أغروم                    |
| Colline                           | Aghrem                   | أغرم                     |
| Grand                             | Amokrane                 | أمقران                   |
| Tête                              | Tabagna                  | تابغنا                   |
| Cheveux                           | Ikhaf                    | إخف                      |
| Front                             | Anyar                    | أنير                     |
| Sourcils                          | Timawin                  | تيماوين                  |
| Oreilles                          | Timazrin                 | تيمزغين                  |
| Lèvres                            | Inborn                   | إنبورن                   |
| Barbe                             | Tmart                    | تمارت                    |
| Yeux                              | Titawin                  | تيطاوين                  |
| Nez                               | Tinzart                  | تنزرت                    |
| Moustache                         | Chlaram                  | شلاغم                    |
| Bouche                            | Akmo                     | أقمو                     |
| Cou                               | Iyri                     | إيري                     |
| Le corps humain                   |                          |                          |
| Mains                             | Ifassane                 | إفاسن                    |
| Pieds                             | Tinssa                   | تنسا                     |
| Genoux                            | Ifadan                   | إفادن                    |
| Épaules                           | Tirrodine                | تيغرودين                 |
| Ventre                            | adisse                   | أديس                     |
| Thorax                            |                          |                          |
| Numéros                           |                          |                          |
| Un                                | Igen                     | إيقن                     |
| Deux                              | Séne                     | سن                       |
| Plus de deux c'est comme en arabe |                          |                          |
| Couleurs                          |                          |                          |
| Blanc                             | Amllal                   | اَمْـَّلالْ                   |
| Noir                              | Abarkane                 | اَبَرْكَان                   |
| Rouge                             | azogar                   | أَزُقَاغَ                    |
| Jaune                             | aourrar                  | أَورَاغْ                    |
| Vert                              | Azzizaou                 | أَزِيزَاوْ                   |
| Blue                              | Azrig                    | أزرق                     |

## Système d'écriture
Comme plusieurs langues berbères, le tabeldite n'a jamais été écrit. Historiquement, quelques manuscrits utilisent l'alphabet arabe, l'alphabet tifinagh peut être réintroduit.
- le négateur postverbal est ša

## Proverbes en Tabeldite
Les anciens Glaoua disent concernant le mois de ramadan :
- « lĀshra tamezouart toun nissane. lĀshra jaouja toun nelghmane. lĀshra talta toun neghial.» ce qui signifie en français : « Les  dix premiers jours passent comme un cheval. Les dix jours suivants passent comme un dromadaire. La troisième dizaine passe comme un âne.»